# Women's National Basketball Association 2011
La Women's National Basketball Association 2011 è stata la quindicesima edizione della lega professionistica statunitense.
Vi partecipavano dodici franchigie, divise in due conference. Al termine della stagione regolare (34 gare), le prime quattro di ogni raggruppamento si giocavano in semifinali e finali il titolo della conference; le due vincenti giocavano la finale WNBA.
Il titolo è stato conquistato per la prima volta dalle Minnesota Lynx. La Most Valuable Player è stata Tamika Catchings delle Indiana Fever.

## Stagione regolare

### Eastern Conference
|  |    | Classifica finale 2011 | Pt | G  | V  | P  | PtF | PtS |
|  | -- | ---------------------- | -- | -- | -- | -- | --- | --- |
|  | 1. | Indiana Fever          | -  | 34 | 21 | 13 | -   | -   |
|  | 2. | Connecticut Sun        | -  | 34 | 21 | 13 | -   | -   |
|  | 3. | Atlanta Dream          | -  | 34 | 20 | 14 | -   | -   |
|  | 4. | New York Liberty       | -  | 34 | 19 | 15 | -   | -   |
|  | 5. | Chicago Sky            | -  | 34 | 14 | 20 | -   | -   |
|  | 6. | Washington Mystics     | -  | 34 | 6  | 28 | -   | -   |

### Western Conference
|  |    | Classifica finale 2011   | Pt | G  | V  | P  | PtF | PtS |
|  | -- | ------------------------ | -- | -- | -- | -- | --- | --- |
|  | 1. | Minnesota Lynx           | -  | 34 | 27 | 7  | -   | -   |
|  | 2. | Seattle Storm            | -  | 34 | 21 | 13 | -   | -   |
|  | 3. | Phoenix Mercury          | -  | 34 | 19 | 15 | -   | -   |
|  | 4. | San Antonio Silver Stars | -  | 34 | 18 | 16 | -   | -   |
|  | 5. | Los Angeles Sparks       | -  | 34 | 15 | 19 | -   | -   |
|  | 6. | Tulsa Shock              | -  | 34 | 3  | 31 | -   | -   |

## Play-off
|  | Semifinali Conference | Semifinali Conference | Semifinali Conference | Semifinali Conference | Semifinali Conference |  |  | Finali Conference | Finali Conference | Finali Conference | Finali Conference | Finali Conference |  |  | Finali WNBA | Finali WNBA   | Finali WNBA | Finali WNBA | Finali WNBA | Finali WNBA | Finali WNBA |
|  |                       |                       |                       |                       |                       |  |  |                   |                   |                   |                   |                   |  |  |             |               |             |             |             |             |             |
|  | 1EC                   | Indiana Fever         |                       |                       |                       |  |  |                   |                   |                   |                   |                   |  |  |             |               |             |             |             |             |             |
|  | 4EC                   | N.Y. Liberty          |                       |                       |                       |  |  |                   |                   |                   |                   |                   |  |  |             |               |             |             |             |             |             |
|  | 4EC                   | N.Y. Liberty          | Indiana Fever         |                       |                       |  |  |                   |                   |                   |                   |                   |  |  |             |               |             |             |             |             |             |
|  |                       |                       |                       |                       |                       |  |  |                   |                   |                   |                   |                   |  |  |             |               |             |             |             |             |             |
|  |                       |                       | Atlanta Dream         |                       |                       |  |  |                   |                   |                   |                   |                   |  |  |             |               |             |             |             |             |             |
|  | 2EC                   | Connecticut Sun       |                       |                       |                       |  |  |                   |                   |                   |                   |                   |  |  |             |               |             |             |             |             |             |
|  | 2EC                   | Connecticut Sun       |                       |                       |                       |  |  |                   |                   |                   |                   |                   |  |  |             |               |             |             |             |             |             |
|  | 3EC                   | Atlanta Dream         |                       |                       |                       |  |  |                   |                   |                   |                   |                   |  |  |             |               |             |             |             |             |             |
|  |                       |                       |                       |                       |                       |  |  |                   |                   |                   |                   |                   |  |  |             | Atlanta Dream |             |             |             |             |             |
|  |                       |                       |                       | Minnesota Lynx        |                       |  |  |                   |                   |                   |                   |                   |  |  |             |               |             |             |             |             |             |
|  | 1WC                   | Minnesota Lynx        |                       |                       |                       |  |  |                   |                   |                   |                   |                   |  |  |             |               |             |             |             |             |             |
|  | 4WC                   | S.A. Silver Stars     |                       |                       |                       |  |  |                   |                   |                   |                   |                   |  |  |             |               |             |             |             |             |             |
|  | 4WC                   | S.A. Silver Stars     | Minnesota Lynx        |                       |                       |  |  |                   |                   |                   |                   |                   |  |  |             |               |             |             |             |             |             |
|  |                       |                       |                       |                       |                       |  |  |                   |                   |                   |                   |                   |  |  |             |               |             |             |             |             |             |
|  |                       |                       | Phoenix Mercury       |                       |                       |  |  |                   |                   |                   |                   |                   |  |  |             |               |             |             |             |             |             |
|  | 2WC                   | Seattle Storm         |                       |                       |                       |  |  |                   |                   |                   |                   |                   |  |  |             |               |             |             |             |             |             |
|  | 2WC                   | Seattle Storm         |                       |                       |                       |  |  |                   |                   |                   |                   |                   |  |  |             |               |             |             |             |             |             |
|  | 3WC                   | Phoenix Mercury       |                       |                       |                       |  |  |                   |                   |                   |                   |                   |  |  |             |               |             |             |             |             |             |

## Vincitore
| Campione WNBA 2011         |
| -------------------------- |
| Minnesota Lynx (1º titolo) |

## Statistiche
| Categoria             | Giocatore       | Squadra         | Stat |
| --------------------- | --------------- | --------------- | ---- |
| Punti per gara        | Diana Taurasi   | Phoenix Mercury | 21,6 |
| Rimbalzi per gara     | Tina Charles    | Connecticut Sun | 11,0 |
| Assist per gara       | Lindsay Whalen  | Minnesota Lynx  | 5,9  |
| Palle rubate per gara | Sancho Lyttle   | Atlanta Dream   | 2,4  |
| Stoppate per gara     | Sylvia Fowles   | Chicago Sky     | 2,0  |
| FG%                   | Sylvia Fowles   | Chicago Sky     | 59,1 |
| FT%                   | Marie Ferdinand | Phoenix Mercury | 97,4 |
| 3FG%                  | Jeanette Pohlen | Indiana Fever   | 46,8 |

## Premi WNBA
- WNBA Most Valuable Player: Tamika Catchings, Indiana Fever
- WNBA Defensive Player of the Year: Sylvia Fowles, Chicago Sky
- WNBA Coach of the Year: Cheryl Reeve, Minnesota Lynx
- WNBA Rookie of the Year: Maya Moore, Minnesota Lynx
- WNBA Most Improved Player: Kia Vaughn, New York Liberty
- WNBA Sixth Woman of the Year: DeWanna Bonner, Phoenix Mercury
- WNBA Finals Most Valuable Player: Seimone Augustus, Minnesota Lynx
- All-WNBA First Team:
  - Tamika Catchings, Indiana Fever
  - Tina Charles, Connecticut Sun
  - Angel McCoughtry, Atlanta Dream
  - Diana Taurasi, Phoenix Mercury
  - Lindsay Whalen, Minnesota Lynx
- All-WNBA Second Team:
  - Seimone Augustus, Minnesota Lynx
  - Sue Bird, Seattle Storm
  - Sylvia Fowles, Chicago Sky
  - Cappie Pondexter, New York Liberty
  - Penny Taylor, Phoenix Mercury
- WNBA All-Defensive First Team:
  - Tamika Catchings, Indiana Fever
  - Rebekkah Brunson, Minnesota Lynx
  - Sylvia Fowles, Chicago Sky
  - Tanisha Wright, Seattle Storm
  - Angel McCoughtry, Atlanta Dream
- WNBA All-Defensive Second Team:
  - Swin Cash, Seattle Storm
  - Sancho Lyttle, Atlanta Dream
  - Tina Charles, Connecticut Sun
  - Armintie Price, Atlanta Dream
  - Katie Douglas, Indiana Fever
- WNBA All-Rookie First Team:
  - Maya Moore, Minnesota Lynx
  - Danielle Robinson, San Antonio Silver Stars
  - Courtney Vandersloot, Chicago Sky
  - Danielle Adams, San Antonio Silver Stars
  - Liz Cambage, Tulsa Shock